# Dash Mihok
Dashiell Raymond „Dash” Mihok (ur. 24 maja 1974 w Nowym Jorku) – amerykański aktor filmowy i telewizyjny pochodzenia brytyjskiego i czeskiego.

## Życiorys
Urodził się w Nowym Jorku jako syn pary aktorów teatralnych: Andrei Mihok (z domu Cloak) i Raymonda Thorne (z domu Mihok). Wychowywał się w Greenwich Village z dwiema starszymi siostrami – Gwen Mihok i Cecily Trenką. Mieszkał we wspólnocie artystów Westbeth przy Bank Street. Trafił do PS 3 (później nazywanej John Melser Charrette School), publicznej szkoły podstawowej na Manhattanie. Uczęszczał do Center School (MS 243). Naukę kontynuował w Bronx High School of Science, gdzie grał w baseball na pozycji gracza na wewnętrznym boisku. Dołączył do CityKids Repertory i pojawił się w programie telewizyjnym CityKids, w którym uczestniczyli miejscowi nowojorscy aktorzy dziecięcy oraz muppety z produkcji Jima Hensona. Uczęszczał również do Professional Children's School na Manhattanie (razem ze swoim przyjacielem Donaldem Faisonem), a także na Fordham University.
Debiutował jako aktor w pierwszej połowie lat 90. niewielkimi epizodami w serialach telewizyjnych. Od końca lat 90. regularnie obsadzany w produkcjach filmowych w rolach epizodycznych i drugoplanowych, wystąpił w takich produkcjach jak Romeo i Julia (1996), Cienka czerwona linia (1998), Gniew oceanu (2000), Pojutrze (2004), Za cenę życia (2006), Punisher: Strefa wojny (2008) czy Poradnik pozytywnego myślenia (2012).

## Filmografia

### Filmy fabularne
- 1996: Romeo i Julia jako Benvolio Montague
- 1996: Foxfire jako Dana Taylor
- 1996: Uśpieni jako K.C.
- 1998: Cienka czerwona linia jako szeregowy
- 1998: Telling You jako Dennis Nolan
- 1999: Whiteboyz jako James
- 2000: Gniew oceanu jako sierżant Jeremy Mitchell
- 2001: Finder's Fee jako Bolan
- 2002: Guru jako Rusty McGee
- 2002: Policja jako Gary Sidwell
- 2003: Sekcja 8. jako Mueller
- 2004: Pojutrze jako Jason Evans
- 2004: Connie i Carla jako Mikey
- 2005: Kiss Kiss Bang Bang jako Pan Frying Pan
- 2006: Za cenę życia jako Junior
- 2006: Hollywoodland jako detektyw Jack Paterson
- 2007: Loveless in Los Angeles jako Dave Randall
- 2007: Sexlista 101 jako Lester
- 2007: Jestem legendą jako Alpha Male
- 2007: Strażacki pies jako Trey Falcon
- 2008: Punisher: Strefa wojny jako detektyw Martin Soap
- 2008: The Longshots jako Cyrus
- 2011: Anatomia strachu jako Ty
- 2011: W zamknięciu jako Carl Tarses
- 2012: Poradnik pozytywnego myślenia jako oficer Keogh
- 2013: Fort Bliss jako sierżant Malcolm
- 2016: Zanim się obudzę jako Whelan Young

### Seriale TV
- 1993: Nowojorscy gliniarze
- 1994: Oblicza Nowego Jorku jako Marcus
- 1995: Prawo i porządek jako Ethan Quinn
- 1996: Perła jako Joey Cataldo
- 1999: Felicity jako Lynn McKennon
- 2004: CSI: Kryminalne zagadki Las Vegas jako Will Marshall
- 2007: Gdzie pachną stokrotki jako Lemuel 'Lefty Lem' Weinger
- 2009: Prawo i porządek jako strażak Walters
- 2009: Żona idealna jako detektyw Frank Seabrook
- 2010: Tożsamość szpiega jako Jack Yablonski / Fleetwood
- 2010: Jak to się robi w Ameryce jako Pete Powell
- 2010: Prawo i porządek: Zbrodniczy zamiar jako Damon Kerrigan
- 2011: Główny podejrzany jako detektyw Tachenko
- 2011: Hawaii Five-0 jako Nick Drayton
- 2011: Chirurdzy jako Clay Rolich
- 2012: Breakout Kings jako Jonah Whitman
- 2012: Zaprzysiężeni jako Eddie Stone
- 2013: Payday 2 jako Gage
- 2013: Ray Donovan jako Brendan „Bunchy” Donovan
- 2015: Gotham jako detektyw Arnold John Flass
- 2015: Chicago PD jako Jeff Frazier
- 2016: Hell’s Kitchen